# 蒙古青年革命党
蒙古青年革命党是1944年蒙古族知识青年在张家口成立的政治组织。1945年瓦解。

## 简介

### 日佔時期
抗日战争后期，在日本扶植的蒙疆联合自治政府统治区，部分蒙古族知识青年於1944年夏季在蒙疆联合自治政府首府张家口秘密成立了蒙古青年革命党。其成员均为青年，绝大部分是曾被蒙疆联合自治政府派往日本留学的蒙古族知识青年。该党成立初期，成员不足10人，主要发起人是德力格尔朝克图、布仁赛音等人。
德力格尔朝克图在《我所了解的“蒙古青年革命党”》一文中说：“同年八月十四在张家口上堡礼拜寺巷伊德木札布家里召开了蒙古青年革命党的第一次会议。参加会议的有官布札布、纳·赛音朝克图和我六人。会议研究决定成立‘蒙古青年革命党’……秘密发展党员来壮大力量，要等待时机公开活动。同时，这次会议上确定了德力格尔朝克图为‘蒙青党’主席，布仁赛音为副主席，其余的人为‘中央委员’。为了绝对保密，我们还决定不留任何文字记载。”
该党的基本纲领是「民族自决」、「社会平等」、「世界和平」，走外蒙古革命的道路。该党成立后，首先大力扩充党员数量。该党主要成员陆续转到苏尼特右旗德王府附近任职，并且策划反日起义。

### 蘇佔時期
1945年8月，苏蒙联军开入蒙疆联合自治政府统治区后，蒙古青年革命党策动德王府的蒙古军幼年学校官兵发动了起义，将日本军官杀死。同时，率蒙古军第9师、第7师官兵起义或投降的乌力吉敖喜尔和第7师师长达密凌苏龙等人，以及从张家口出逃的一批蒙疆政府高官也聚到苏尼特右旗。

### 內蒙古人民共和國時期
在当地苏蒙驻军的支持下，上述几批人组成了临时权力机构——内蒙古人民委员会，并在9月举行内蒙古盟旗人民代表大会，宣布“内蒙古人民共和国临时政府”成立。其政府委员、各部正副部长包括蒙古青年革命党的德力格尔朝克图、布仁赛音、胡尔沁毕力格、乌力吉那仁，原蒙疆政府最高法院院长补英达赉被推举为政府主席，达密凌苏龙为副主席。蒙古青年革命党成为内蒙古人民共和国临时政府中的主要政治力量之一。
在这前后，蒙古青年革命党和内蒙古人民共和国临时政府先后分别派代表团到蒙古人民共和国及中共晋察冀中央局驻地张北县，寻求获承认。蒙古人民共和国领导人乔巴山明确表示对内蒙古脱离中国独立不予承认，并指出内蒙古应当在中国共产党帮助和领导下追求蒙古民族解放。中共晋察冀中央局则派出乌兰夫、奎璧、克力更等蒙古族干部赴苏尼特右旗。乌兰夫等人来到德王府后，同各界人士接触，宣传中共解决内蒙古民族问题的主张，争取到多数青年知识分子及部分高层人物支持。1945年10月下旬，在苏尼特右旗的各方面人士再度举行代表会议，改组临时政府为蒙古自治政府。乌兰夫当选为主席兼军事部长，奎璧为内政部长，克力更为经济部长；部分高层人物留任政府委员等职，更多青年知识分子当选为各部门领导。临时政府改组后，乌兰夫等人指出当地交通、物资供应等困难，决定将政府迁到张北县。1945年11月初，政府及其人员先后迁到张家口，且未再以临时政府名义活动。随着临时政府事实上的终结，蒙古青年革命党也在事实上瓦解，未再开展活动。